# 湾甸傣族乡
湾甸傣族乡是中华人民共和国云南省保山市昌宁县下辖的一个民族乡。

## 行政区划
湾甸傣族乡下辖以下村级行政区划单位：
上甸村、小街子村、下甸村、大城村和芒回村。

## 中国传统村落
2013年8月，帕旭村被评为第二批中国传统村落。